# 유라메리카

데본기 무렵의 유라메리카

유라메리카(Euramerica) 또는 로러시아(Laurussia)는 고생대 데본기 때, 로렌시아 대륙과 발티카 대륙괴, 아발로니아 대륙괴 사이의 충돌의 결과로 생성된 작은 편의 초대륙이다.
유라메리카는 페름기 때 주요한 판게아의 일부가 되었다. 판게아가 곤드와나와 로라시아로 갈라진 시기인 쥐라기 때, 유라메리카는 로라시아의 일부가 되었다.
백악기 때, 유라메리카는 북아메리카와 유라시아를 떼어냈다. 발티카 대륙괴가 유라시아의 일부가 된 반면, 로렌시아 대륙괴는 북아메리카의 일부가 되었다.